# Robert Gliński (muzyk)
Robert Gliński (ur. 20 marca 1970 w Częstochowie) – polski gitarzysta, kompozytor, a także nauczyciel gry na gitarze z uprawnieniami pedagogicznymi i animator kultury.

## Kariera muzyczna
Pierwsze muzyczne kroki stawiał, grając w szkolnym trio bluesowym Black & Blue. Po ponad 20 latach mieszkania w Blachowni przeprowadził się do Częstochowy. Przez niemal całą dekadę lat 90. XX w. był członkiem częstochowskiej hardrockowej formacji GUSH, z którą nagrał kilka płyt i koncertował (zespół cieszył się uznaniem wśród miłośników ciężkich brzmień). W 1998 roku razem z wokalistą Mariuszem Koziołem założył zespół rockowy GrajStasiek (Piosenka taty Staśka ukazała się na kompilacji pt. Piotr Kaczkowski Minimax Pl 3 w listopadzie 2005 roku). Również od 1998 przez około 20 lat współpracował z gliwickim Teatrem A jako wykonawca autorskich partii gitarowych w spektaklach:
- musical Jonasz,
- musical Tobiasz
- musical Pieśń Nad Pieśniami,
- oratorium Benedicti,
- spektakl Pastorałka,
- musical Pelikan,
- misterium obrzędowe Neuma.

Jest współautorem muzyki do musicali Apokalipsa wg św. Jana i David. Jego dorobek sceniczny dopełnia ponad 100 spektakli wykonanych w kraju i w Europie. Ponadto współpracował z aktorem Teatru Rampa Mariuszem Domaszewiczem (m.in. Misterium o Bogu ukrytym).
Przed laty związał się także ze sceną muzyki country. Współpracował z zespołem Tomasza Szweda, nadal występuje z zespołem Gang Marcela. Na przełomie lat 1999/2000 jako muzyk sesyjny nagrał kilkadziesiąt płyt z muzykami polskimi i zagranicznymi (z Niemiec i Hiszpanii). W kolejnych latach współpracował m.in. z Mateuszem Ziółko.
Od marca 2019 roku jest członkiem grupy Chłopcy z Placu Broni.

## Działalność pedagogiczna
W wieku 20 lat zaczął pracę jako nauczyciel gry na gitarze w Miejskim Domu Kultury w Blachowni oraz w Studium Muzyki Rozrywkowej w Oleśnie. Doświadczenie w animacji kultury wykorzystywał m.in. w ministerialnych projektach społeczno-kulturalnych z ramienia warszawskiego Stowarzyszenia Centrum Aktywności Lokalnej CAL.
Założył własną firmę „Fabryka Animacji Muzycznej SYNERGIA” (Częstochowa), którą nadal prowadzi.